# Perizoma divisa
Perizoma divisa là một loài bướm đêm trong họ Geometridae.